# Förnagla

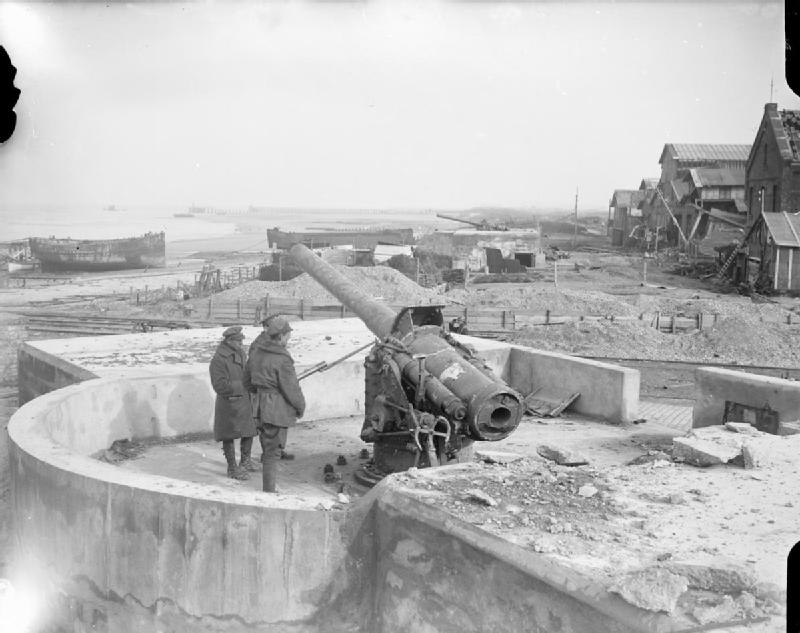

Förnagla är teknik som förr användes för att göra utrustning, byggnader, förråd och vapen obrukbara vid kapitulation eller en hastig reträtt har varit en del i alla tiders stridstaktik, då fienden annars kan dra fördel av utrustningen mot de egna leden. Speciellt kanonerna var mycket tunga att flytta.
Med förnagling valde man istället att göra kanonen obrukbar. När det gäller mynningsladdade kanoner, drev man då in en järnten (nagel) i fänghålet, vilket gjorde det omöjligt att sätta fast en lunta i hålet och därmed antända krutet. 
När det gäller senare kanoner, med bakladdning, avlägsnade man istället slutstycket, eller gjorde detta obrukbart. Detta senare förfarande skall då inte kallas för förnagling. 
Lyckades man ta sig in på fiendens område, kunde man också oskadliggöra delar av artilleriet genom att snabbt driva naglar i fänghålen, vilket underlättade övrig trupps anstormning.
Metoden förnagla beskrivs i många berättelser över historiska slag, som slaget vid Helsingborg, där danskarna retirerade efter svenskarnas seger, och förnaglade sina kanoner  